# Анджей Замойський
Анджей Геронім Замо́йський (пол. Andrzej Hieronim Zamoyski, 12 лютого 1716 — 10 лютого 1792) — державний діяч Речі Посполитої. Представник шляхетського роду Замойських гербу Єліта, граф. Народився в Бежуні, Польща. Третій син Міхала Здзіслава Замойського. Великий канцлер коронний (1764—1767), сенатор. Маршалок коронного трибуналу (з 1761), іновроцлавський воєвода (1757—1764). Ординат Замойський (1790—1792). Помер у Замості, Польща.

## Біографія
Відразу після обрання королем Станіслава-Августа Понятовського отримав посаду великого коронного канцлера, але після утворення Радомської конфедерації в 1767 р., не бажаючи брати участі в її діях, відмовився від посади.
Віддалившись від громадської діяльності, він зайнявся сільським господарством, замінив у своїх маєтностях панщину певним чиншем, надав селянам обмежене деякими умовами право власності на землю та влаштував селянське самоврядування під контролем поміщицької влади.
Сейм 1776 р. доручив йому скласти кодекс польських законів. Цю роботу він виконав з допомогою литовського підканцлера Хребтовича, плоцького єпископа Шембека, юристів Грохольського, Венґжецького та Юзефа Вибіцького і закінчив до сейму 1778 року. Проєкт кодексу вводив доволі суттєві зміни для покращення правого становища селянства і міщан.
Російський посол Штакельберг на своє донесення в Петербург отримав наказ не допустити прийняття нового кодексу сеймом, оскільки будь-яка реформа, що стосувалася положення селян та міщан, є зміною конституції 1775 року, гарантованої петербурзьким урядом, і відповідно не підлягає зміні. Штакельберг повідомив про це королю і при цьому вжив всіх можливих заходів, щоб проєкт Замойського не ухвалив сейм. Посли, які отримували кошти від російського уряду, рішуче виступили проти реформ, і на сеймі 1780 р. проєкт кодексу відкинули з забороною будь-коли відновлювати його.
У його будинку жив як учитель його дітей знаменитий польський публіцист цієї епохи Станіслав Сташиць, якого дехто вважав позашлюбним сином А. Г. Замойського.
Внаслідок розділу Польщі його маєтності опинились у володіннях Австрії; австрійський уряд надав йому графський титул.

## Сім'я
У 1768 році одружився з княжною Констанцією Чорторийською (1742–1792), донькою ловчого великого коронного, князя Станіслава Костки Чорторийського (1700–1766) і Анни Рибінської (1720–1768). Діти:
- Александер Август (1773–1800), 11-й замойський ординат (1792)
- Станіслав Костка (1775–1856), 12-й замойський ординат (1800)
- Анна Ядвіга (1771–1859), з 1794 року дружина мечника герцогства Варшавського, князя Олександра Антонія Сапеги (1773—1812).